# Adèle Blanchetière
Adèle Blanchetière, née le 16 avril 1999 à Caen, est une nageuse française.

## Carrière
Adèle Blanchetière est sacrée championne de France du 100 mètres brasse aux championnats de France de natation 2022 à Limoges.
Aux championnats d'Europe de natation 2022 à Rome, elle est médaillée d'argent du relais 4 × 100 mètres 4 nages (en participant seulement aux séries).